# Пережившие Холокост
Пережившие Холокост (выжившие в Холокосте) — евреи, выжившие в период Холокоста в оккупированной нацистами Европе. Из 9,5-9,8 млн евреев, живших на территориях, попавших под контроль нацистов, выжили 3,5-3,8 млн человек, а из 1,5 млн детей выжили всего 150 тысяч.

## Определение и численность
Общепринятого определения термина не существует. Обычно к числу выживших в Холокосте относятся те, кто выжил в нацистских концлагерях к моменту освобождения в конце войны, те, кто выжил в партизанских отрядах, скрывался с помощью неевреев или бежал на территории, неподконтрольные нацистам. Иногда в эту категорию также включают евреев, покинувших Германию до прихода нацистов к власти или уже во время правления Гитлера, но до начала действия политики «окончательного решения», а также преследовавшихся не самими нацистами, а их союзниками и коллаборационистами.
В сентябре 1939 года в европейских странах, территории которых попали под контроль нацистской Германии, проживало около 9,5-9,8 млн евреев. К концу войны в мае 1945 года почти 6 млн из них погибли, выжили около 3,5-3,8 млн человек. По состоянию на январь 2024 года года из них были живы 245 тысяч человек. Большинство выживших были беженцами, которым удалось покинуть территорию, попавшую под контроль нацистов. Так, из примерно 280 тысяч выживших польских евреев 70 % находились в СССР и других странах, куда они бежали от нацистов.

## Жизнь после войны
Окончание войны не стало окончанием страданий выживших. У большинства из них не осталось в живых ни родственников, ни друзей. Еврейские общины во многих населённых пунктах были уничтожены. При попытке вернуться домой выжившие обнаруживали, что их жильё разграблено или занято другими людьми. Местные жители враждебно встречали вернувшихся. В нескольких польских городах прошли еврейские погромы. Крупнейший из них был в июле 1946 года в городе Кельце, 41 еврей был убит и 50 было ранено. 
Многие выжившие, которым некуда было идти, оказались в лагерях для перемещённых лиц, где ожидали разрешения уехать в США, Южную Африку или Палестину. В конце 1946 года число евреев в таких лагерях составило примерно 250 000 человек. Великобритания не давала разрешений на иммиграцию в Палестину, а тех, кто пытался приехать нелегально, депортировали в лагеря на Кипр или обратно в Германию. Только после создания Государства Израиль 15 мая 1948 года выжившие евреи получили право свободного въезда в эту страну.
В особенно тяжёлой ситуации оказались дети, многие из которых остались сиротами. По подсчётам «Джойнта» из 1,5 миллиона еврейских детей Европы выжило около 150 тысяч. Почти все они нуждались в срочной медицинской и психологической помощи. Несколько тысяч из них в рамках так называемой Молодёжной алии были переправлены в Палестину.
Люди, пережившие Холокост, хранили в себе тяжёлые воспоминания, особенно если они сами подвергались смертельной опасности или потеряли близких. Несмотря на это, многим удалось начать новую жизнь: создать семьи, построить карьеру и стать активными членами общества. Однако некоторым было тяжело справляться с пережитым, им требовалась серьёзная психологическая помощь, и даже она не всегда помогала полностью избавиться от травмы. Долгие годы после войны многим из них было трудно говорить о своём опыте с теми, кто не прошёл через подобное. Тем не менее, многие нашли в себе силы записать и опубликовать свои воспоминания, особенно в 1970-е годы. Эти свидетельства очевидцев играют важную роль в осознании и изучении трагедии Холокоста.

## Публикации
Одним из наиболее известных авторов мемуаров переживших Холокост стал Эли Визель. Его автобиографический роман «Ночь» о пребывании в нацистских концлагерях был переведён на 30 языков, тиражи только в США составили 30 млн экземпляров.